# آخر عرض صور (فلم)
آخر عرض صور (بالإنجليزية: The Last Picture Show) هو فيلم دراما تم إنتاجه في الولايات المتحدة وصدر في سنة 1971.

## طاقم التمثيل
- جيف بريدجز
- إلين بورستين

## الميزانية والإيرادات
بلغت تكلفة إنتاج الفيلم حوالي 1.3 مليون دولار بينما حقق أرباحا تقدر بـ 29,133,000 دولار.

### ترشيحات وجوائز
| السنة | الحدث  | الفئة     | النتيجة |
| ----- | ------ | --------- | ------- |
|       | أوسكار | أفضل فيلم | ترشـيـح |

## وصلات خارجية
- مقالات تستعمل روابط فنية بلا صلة مع ويكي بيانات